# Dedicato a
Dedicato a è l'unico album del complesso musicale italiano Le Stelle di Mario Schifano, pubblicato a novembre 1967 dalla casa discografica BDS, etichetta satellite della Ariston Records.

## Storia
Sicuramente in Italia nessuno nel 1967 suonava il tipo di musica de Le Stelle di Mario Schifano, il gruppo nato all'inizio dello stesso anno dall'incontro del veneto Giandomenico Crescentini (ex bassista dei New Dada), con il chitarrista romano Urbano Orlandi, e dal coinvolgimento nel progetto dell'ex tastierista dei Wretched, il veneto Nello Marini, e del batterista alessandrino Sergio Cerra.
Stabilitisi a Roma, dove iniziano a provare e a suonare le loro canzoni, i quattro conoscono tramite Ettore Rosboch, amico d'infanzia di Orlandi, Mario Schifano, interessato in quel periodo alla multimedialità e quindi alla collaborazione con un gruppo beat, sulla falsariga dei Velvet Underground di Andy Warhol. Da lì nasce sia il nome del gruppo, sia le prime collaborazioni con l'artista in varie esibizioni in locali romani; durante una tappa a Torino, in cui suonarono al "Piper la" (locale torinese che era per la città subalpina quello che il Piper era per Roma), i musicisti entrano in sala d'incisione, agli studi "Fono Folk Stereostudio", dove per la BDS incidono il loro unico album, intitolato Dedicato a, che costituisce l'esempio più grande di musica psichedelica italiana.
Al disco collaborano anche altri musicisti, come il pittore Peter Hartman al pianoforte, Ettore Rosboch anche lui al piano, Antonio Mario Semolini (oggi affermato orchestrale Rai, nonché celebre flautista e docente al Conservatorio di Torino) al flauto, Paul Thek al tamburello e la nobildonna Francesca Camerana (una delle prime freak torinesi, per anni commessa in un noto negozio di dischi della città) ai cori. Schifano ha curato completamente la veste grafica del disco, con copertina argentata e interno sfogliabile con foto del gruppo ritoccate dall'artista. Le foto interne sono di Manfredi Bellati e sono state trattate dallo stesso Schifano.
Nel 1967 il disco fu stampato in due versioni, una rossa in pochissimi esemplari ( 50?) e un'altra nera in 500 esemplari. Le scarse vendite di questo disco lo hanno reso nel tempo uno dei più ricercati dai collezionisti, specialmente quello rosso.  Nel 1999 l'Akarma ristampò il disco rosso in 250 esemplari numerati, con libretto firmato da Crescentini, e quello nero in un numero di esemplari imprecisato. Nel 2011 vi sono state nuove edizioni Akarma, nei colori rosa e nero, entrambe con tiratura imprecisata. Il disco è stato ristampato più volte anche come CD (dalla Mellow Records nel 1992 e successivamente dall'Akarma). Queste successive riedizioni hanno creato una notevole confusione relativamente ai prezzi.

## I brani
Le ultime parole di Brandimante, dall'Orlando Furioso, ospite Peter Hartman e fine (da ascoltarsi con tv accesa, senza volume), che occupa tutto il lato A, inizia con un dialogo in inglese (presumibilmente una delle voci è di Peter Hartman) e continua con alcune rullate di batteria che sfumano su una chitarra che fa da sottofondo ad una melodia quasi medioevaleggiante, cantata da Francesca Camerana con testi in latino. Con l'ingresso dell'organo l'atmosfera cambia, divenendo sperimentale e visionaria. Segue, intorno all'ottavo minuto, un assolo di chitarra elettrica con influssi blues; l'atmosfera cambia ancora, divenendo sempre più sperimentale ed evidenziando come i musicisti avessero ascoltato l'avanguardia e le sperimentazioni di John Cage, specialmente per il finale. Julian Cope nel suo blog Head Hermitage, sottolinea come, se nel biennio '66-'67 era evidente la tendenza di alcuni gruppi a comporre brani che trascendessero nella forma e nella durata il classico brano alla Tin Pan Alley, è anche vero che tali brani occupavano perlopiù posizioni di secondo piano, relegati spesso in posizioni marginali nella struttura dell'album. Sempre secondo Cope, "Ettore Rosboch e Mario Schifano decisero sfacciatamente che se volevano dare l'idea di essersi spinti più in là di qualunque altro, non si potevano permettere di nascondere il loro capolavoro sul secondo lato. No, questo figlio di puttana sarebbe diventato la loro dichiarazione d'apertura".
Molto alto è un brano psichedelico dominato da un ritmo ossessivo, ripetitivo e straniante della batteria e del basso e da una chitarra lancinante, con poche note eseguite a lungo: dopo una breve pausa, il brano riprende con il ritmo iniziale. Il testo pare descrivere una danza tribale ("...mentre noi danziamo attorno al nostro fuoco...).
Susan Song è la canzone che ricorda in maniera più evidente le delicate ballate dei Velvet Underground (alla Femme fatale), con una chitarra arpeggiata all'inizio, un fondo di organo, un pianoforte ed una voce che ricorda a volte quella di Nico. Alla melodia si aggiunge il flauto di pan suonato da Semolini, mentre il testo è una tipica canzone d'amore.
E dopo è un brano con frequenti cambi d'atmosfera, ma sempre con la base ritmica in evidenza.
Intervallo lascia ampi spazi all'improvvisazione degli strumenti, mentre le voci non sono percepibili, e le parole diventano un suono incomprensibile.
Molto lontano (a colori), tipicamente psichedelico, con sonorità create dall'organo e dal flauto che ricordano i primi Pink Floyd. Il brano è stato inserito nel 1988 nella compilation Oracolo, curata da Giulio Tedeschi e pubblicata dalla Toast Records.

## Tracce
I testi e le musiche sono degli stessi musicisti, tranne Susan song, scritta dal gruppo insieme a Paul Thek.
Lato A
1. Le ultime parole di Brandimante, dall'Orlando Furioso, ospite Peter Hartman e fine (da ascoltarsi con tv accesa, senza volume) - 17:40

Lato B
1. Molto alto - 3:14
2. Susan song - 3:48
3. E dopo - 2:14
4. Intervallo - 2:37
5. Molto lontano (a colori) - 2:50

## Formazione

### Gruppo
- Nello Marini - voce, tastiere
- Urbano Orlandi - voce, chitarra
- Giandomenico Crescentini - voce, basso
- Sergio Cerra - batteria

### Musicisti addizionali
- Peter Hartman - pianoforte
- Ettore Rosboch - pianoforte
- Antonio Mario Semolini - flauto
- Paul Thek - tamburello
- Francesca Camerana - voce, chitarra

### Tecnici
- Bruno Sanità
- Enzo Berlino
- Antonio Mula